# ФК Караорман
ФК Караорман је фудбалски клуб из Струге у Северној Македонији, који се такмичи у Трећој лиги Македоније. 

## Историја
ФК Караорман је основан 1923 година. Основала га је струшка омладина, као ФК Црни Дрим. Једано од оснивача клуба био је и познати макрдонски сликар, Вангел Коџоман. После Другог светског рата, клуб добија данашње име Караорман. У својој иторији, клуб је једну сезону играо у Првој лиги 1993/94. Наставио је да игра у Другој лиги са малим периодом када се налазио у Трећој лиги - Југозапдни регион (Језерски регион) у коју се опет вратио пошто је у сезони 2007/08. испао из Друге лиге.
Утакмице игра на стадиону „Градска плажа“, који има капацитет од 2.500 гледалаца. 
Клупска боја је црвена. 
Навијачка група за зове Паткари. 